# NGC 3043
NGC 3043 је спирална галаксија у сазвежђу Велики медвед која се налази на NGC листи објеката дубоког неба.
Деклинација објекта је + 59° 18' 26" а ректасцензија 9h 56m 14,4s. Привидна величина (магнитуда) објекта NGC 3043 износи 12,8 а фотографска магнитуда 13,6. NGC 3043 је још познат и под ознакама UGC 5327, MCG 10-14-52, CGCG 289-23, KARA 385, IRAS 09527+5932, PGC 28672.